# Bashtanka
Bashtanka (tiếng Ukraina: Баштанка) là một thành phố của Ukraina. Thành phố này thuộc tỉnh Mykolaiv. Thành phố này có diện tích ? km2, dân số theo điều tra dân số năm 2001 là 13146 người.